# Victor Maistriau
Victor Eugène Ange Jules Maistriau (* 5. Oktober 1870 in Maurage, Hennegau, Belgien; † 21. Januar 1961 in Mons, Hennegau, Belgien) war ein belgischer liberaler Politiker.

## Biografie
Der Sohn eines Bürgermeisters von Maurage studierte nach dem Schulbesuch Rechtswissenschaft an der Universität Gent und legte dort seine Promotion zum Doktor der Rechtswissenschaften ab.
Seine politische Laufbahn begann er 1903 mit der Wahl zum Mitglied des Gemeinderates von Mons, dem er 50 Jahre bis 1953 angehörte. Nach einer Tätigkeit als Beigeordneter für öffentlichen Unterricht zwischen 1912 und 1926, wurde er 1926 Bürgermeister von Mons und behielt diese Funktion ebenfalls bis 1953.
1933 wurde er darüber hinaus zum Mitglied der Abgeordnetenkammer gewählt und vertrat dort bis 1946 die Interessen des Arrondissements Mons. 1934 war er für einige Zeit Minister für Post, Telefon und Telegrafie (PTT).
Premierminister Paul van Zeeland berief ihn außerdem am 15. Juli 1937 zum Justizminister in dessen Kabinett, dem er bis zum Ende der Amtszeit Zeelands am 24. November 1937 angehörte.
Für seine politischen Verdienste wurde er neben einigen anderen Politikern am 3. September 1945 mit dem Ehrentitel Staatsminister ausgezeichnet.